# Allée Nicole-Fontaine
L'allée Nicole-Fontaine est l'allée piétonne ouest de l'esplanade Gaston-Monnerville dans le 6e arrondissement à Paris. 

## Situation et accès
Elle se trouve dans le jardin des Grands-Explorateurs Marco-Polo et Cavelier-de-la-Salle.

## Origine du nom
L'allée a été nommée en hommage à la femme politique Nicole Fontaine,.